# آی‌ام‌جی

لگوی آی‌ام‌جی

آی‌ام‌جی, که در اصل با نام کامل گروه مدیریت بین‌المللی شناخته می‌شود یک گروه ورزش جهانی، مدیریت رویدادهای بزرگ و مدیریت شرکت‌ها و پرورش استعداد می‌باشد که مقر اصلی آن در شهر نیویورک است.

## مدل‌ها
آی‌اِم‌جی مادِلز (به انگلیسی: IMG Models) یک بنگاه مدلینگ است که دفتر مرکزی آن در شهر نیویورک واقع است و دفاتر دیگری نیز در لندن، لس آنجلس، میلان، پاریس و سیدنی دارد. آی‌ام‌جی مادلز که یک شرکت تابعه است، وظیفه مدیریت و رسیدگی به مدل‌ها را بر عهده دارد. این بنگاه به عنوان نماینده بیش از نیمی از پردرآمدترین سوپرمدل‌ها فعالیت می‌کند.